# Educación en el Imperio del Japón

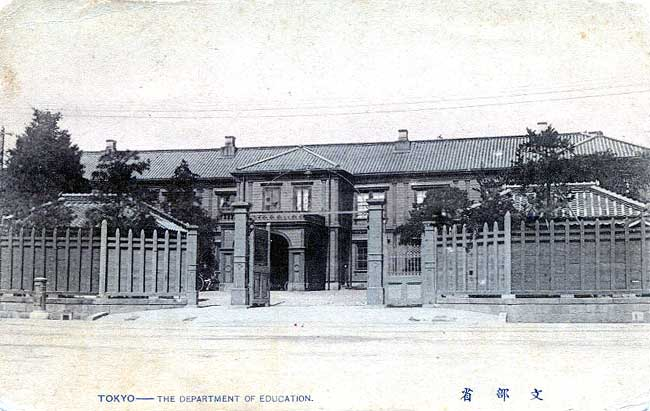
Ministerio de Educación de Japón, circa 1890.

La Educación en el Imperio del Japón fue un asunto de alta prioridad para el gobierno, cuando el liderazgo del joven gobierno Meiji se percató de la necesidad de una educación pública universal en pos de un Japón moderno. Misiones extranjeras como la Misión Iwakura, fueron una medida para estudiar los sistemas educacionales de los países líderes de occidente.

## Política Educacional en la Era Meiji
El Ministerio de Educación se estableció en 1871 con un sistema escolar basado en el modelo norteamericano, el cual promovía un plan de estudios utilitario, pero con una administración de control centralizado copiado de Francia. Con la ayuda de asesores extranjeros como David Murray y Marion McCarrel Scott, escuelas normales para la educación de maestros fueron creados en cada prefectura.
Las escuelas dirigidas por templos budistas (terakoya) y asociaciones de vecindario fueron nacionalizadas como escuelas primarias; las escuelas de dominio feudal dirigidas por los daimyō se convirtieron en las escuelas de educación secundaria, y la Academia del shogunato Tokugawa se convirtió en la base de la Universidad Imperial de Tokio (actual Universidad de Tokio).
El temprano sistema educacional probó ser difícil de manejar y se encontró con una considerable oposición. Aunque se hizo un intento de descentralizar el sistema en la Orden de Educación de 1879, la Orden de Educación Modificada de 1880 fortaleció el control centralizado y añadió un nuevo plan de estudios que enfatizaba los ideales conservadores y tradicionales que reflejaban mejor los valores japoneses. Las doctrinas del confucianismo fueron recalcadas, especialmente aquellas relacionadas con la búsqueda del aprendizaje y la moral, y la naturaleza jerárquica de las relaciones humanas. Estas últimas convenientemente al servicio del nuevo gobierno Meiji. Estos ideales fueron expresados en el Decreto Imperial de Educación de 1890, junto con un alto control gubernamental centralizado en la educación, fueron la guía de la educación japonesa hasta el fin de la Segunda Guerra Mundial.
En 1885, se estableció el sistema gubernamental de gabinetes, y Mori Arinori se convirtió en el primer ministro de Educación de Japón. El ministro Mori, junto a Inoue Kowashi, crearon los fundamentos del sistema educacional del Imperio del Japón al promulgar una serie de órdenes en 1886. Estas leyes establecieron un sistema de escuelas primarias, un sistema de escuelas secundarias, un sistema de escuelas normales, y un sistema de universidad imperial.
La escuela primaria se volvió obligatoria desde 1872, y pretendía crear individuos leales al Emperador. Las escuelas secundarias fueron escuelas preparatorias para aquellos estudiantes destinados a ingresar a una de las Universidades Imperiales. Las Universidades Imperiales, en tanto, tenían por objetivo crear líderes occidentalizados que pudieran ser aptos para liderar la modernización de Japón.
Junto a la creciente industrialización de Japón, también incrementó la demanda de enseñanza superior y entrenamiento vocacional. Inoue Kowashi, quien siguió a Mori Arinori como Ministro de Educación, estableció un sistema escolar vocacional además de promocionar la educación femenina a través de un sistema escolar aparte para niñas.
La educación obligatoria se extendió a seis años en 1907. Según la nueva legislatura, los libros de texto sólo podían ser despachados con la aprobación del Ministerio de Educación. El plan de estudios se centró en la educación moral (principalmente para inculcar el patriotismo), matemáticas, lectura y escritura, composición, caligrafía japonesa, historia de Japón, geografía, ciencia, dibujo, canto y educación física. Todos los niños de la misma edad aprendían cada ramo de la misma serie de libros de texto.

## Educación en Japón desde 1912 a 1937
Durante la era Taishō, y a principios de la era Shōwa, de 1912 a 1937, el sistema educacional en Japón se volvió cada vez más centralizado. De 1917 a 1919, el gobierno creó el Consejo Extraordinario de Educación, el cual dio a conocer numerosos informes y recomendaciones para una reforma educacional. Uno de los principales puntos del Consejo fue una educación de nivel superior. Hasta 1918, el concepto de "universidad" era sinónimo de "universidad imperial", pero como resultado del Consejo, muchas universidades privadas obtuvieron un reconocimiento oficial. El Consejo además introdujo subsidios para familias de escaso nivel social incapaces de costear el ingreso a la educación obligatoria, y abogó por un mayor énfasis en la educación moral.
Durante este período nuevas corrientes sociales como el socialismo, comunismo, anarquismo y liberalismo, influyeron en los maestros y sus métodos de enseñanza. El Nuevo Movimiento Educacional (新教育運動) llevó a que los sindicatos de maestros y los estudiantes se movilizaran y protestaran en contra del plan de estudios nacionalista. El gobierno respondió con una fuerte represión, añadiendo influencias del sistema alemán en un intento de incrementar el espíritu patriótico y aumentar la militarización de Japón. El Decreto Imperial para soldados y marineros se convirtió en una lectura obligatoria para los estudiantes de esta época.
Las escuelas para ciegos y sordos, establecidas ya en 1878, fueron controladas y normalizadas por el gobierno según la Orden de las Escuelas para Ciegos, Sordos y Mudos de 1926. Se alentó a los ciegos para seguir vocaciones como masaje, acupuntura, terapia física y afinación de pianos.

## Educación en Japón durante la Segunda Guerra Mundial
Tras el Incidente de Manchuria en 1931 (también conocido como el Incidente de Mukden), el plan de estudios del sistema educativo nacional se volvió cada vez más nacionalista. Esta tendencia continuó después de la Segunda Guerra Sino-japonesa de 1937, cuando el plan de estudios se volvió más militarizada y fue influenciada por el ministro de Educación ultranacionalista Sadao Araki.
En 1941, las escuelas primarias fueron rebautizadas como Escuelas de las Personas Nacionales (國民學校), y se obligó a los estudiantes a asistir a Escuelas de Juventud (青年学校), escuelas de entrenamiento vocacional. Estas mezclaban el entrenamiento vocacional y militar (para hombres), y economía de hogar (para mujeres. Las Escuelas de Juventud también impartían clases vespertinas para hombres y mujeres que trabajan durante el día.
Las escuelas normales fueron rebautizadas como Escuelas Especializadas (専門学校), y a menudo estaban afiliadas a una universidad. Las Escuelas Especializadas impartían medicina, leyes, economía, comercio, ciencias de la agricultura, ingeniería o administración de empresas. El fin de las Escuelas Especializadas era, más que generar una clase intelectual, producir una clase social profesional. En el período antes de la guerra todas las escuelas superiores para mujeres eran Escuelas Especializadas.
Después del inicio de la Guerra del Pacífico en 1941, se fortalecieron las enseñanzas nacionalistas y militarizadas. Libros de texto como Kokutai no Hongi se volvieron una lectura obligatoria. El principal objetivo educacional era enseñar los valores político-nacionales y tradicionales, además de la religión y moral. Esto había prevalecido en la era Meiji. El estado japonés se modernizó mediante una reestructuración, pero preservó sus idiosincrasias nacionales. Se enfatizó el culto al Emperador, la lealtad a los valores más importantes de la nación, y la importancia de los antiguos valores militares.
Tras la rendición de Japón en 1945, los Estados Unidos de América enviaron misiones educativas a Japón en 1946 y 1950 bajo la dirección de las autoridades de ocupación norteamericanas. Estas abolieron el viejo sistema educacional y establecieron las bases del sistema educacional japonés de la posguerra.